# Emilio Esteban Infantes

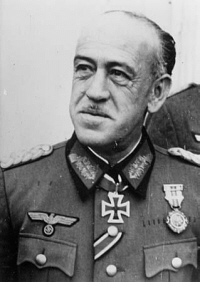
Emilio Esteban Infantes

Emilio Esteban-Infantes y Martín (Toledo, 18 de maio de 1892 — Madri, 5 de setembro de 1962) foi um militar espanhol, colega na Academia de Infantaria de Toledo de Francisco Franco, que serviu durante a Guerra Civil Espanhola, e mais tarde na Segunda Guerra Mundial, como general da Wehrmacht, na Divisão Azul, formada em sua maior parte por voluntários espanhóis falangistas.